# Achichipico, Morelos
Achichipico är en ort i Mexiko.   Den ligger i kommunen Yecapixtla och delstaten Morelos, i den sydöstra delen av landet, 60 km sydost om huvudstaden Mexico City. Achichipico ligger 1 940 meter över havet och antalet invånare är 2 288.
Terrängen runt Achichipico är lite bergig. Runt Achichipico är det ganska tätbefolkat, med 199 invånare per kvadratkilometer. Närmaste större samhälle är Cuautla Morelos, 19,1 km sydväst om Achichipico. Omgivningarna runt Achichipico är en mosaik av jordbruksmark och naturlig växtlighet.